# 正木茂
正木 茂（まさき しげる、1910年7月2日 - 1980年8月28日）は、昭和時代の日本の洋画家。
1910年7月2日、徳島県美馬郡脇町（現・美馬市）に生まれる。1929年、大阪市立商業学校（後の大阪市立大学）を卒業する。1947年8月、脇町中学校助教諭となり、1953年3月休職。その後、徳島新聞の挿絵画家として活躍する。
大阪の川上拙以に入門し、契村と号して日本画を学ぶ。のちに油絵に転向し、東光会に入選する。東京へ出向し、東向会会員となる。「阿波の踊り子シリーズ」で第12回日展に入選し、特選候補にもあがる。日展会友。
1980年、東京で没する。70歳。